# Solo (marque)
Pour les articles homonymes, voir Solo.
 (octobre 2021).
Solo est une marque belge, fondée en 1929, de margarine et produite par l'entreprise Unilever dont le siège belge est situé à Bruxelles. Découverte en 1870 par le scientifique Mège-Mouriès, la margarine Solo fut la première margarine belge. 
En 2010, Solo démarre le projet Solo Open Kitchen, un site de recettes en Belgique.